# Zaeeropsis
Zaeeropsis – rodzaj chrząszczy z rodziny kózkowatych i podrodziny zgrzypikowych. 

## Zasięg występowania
Przedstawiciele tego rodzaju występują w Australii.

## Systematyka
Do Zaeeropsis należą 2 gatunki:
- Zaeeropsis godeffroyi
- Zaeeropsis lepida